# Piotr Jermakow
Piotr Zacharowicz Jermakow (ros. Пётр Захарович Ермаков, ur. 1 grudnia?/13 grudnia 1884 w guberni permskiej, zm. 22 maja 1952 w Swierdłowsku) – bolszewik, funkcjonariusz Czeki, jeden ze sprawców mordu na carskiej rodzinie z 1918.

## Życiorys
Urodził się w rodzinie robotniczej. Po ukończeniu szkoły pracował jako ślusarz w Jekaterynburgu, w 1905 przyłączył się do ruchu rewolucyjnego, w 1906 został członkiem SDPRR. Brał udział w zabójstwach przedstawicieli władz. W 1907 został postawiony przed sądem pod zarzutem zabicia żandarma, jednak został wypuszczony po tym gdy winę na siebie wziął inny bojownik partii bolszewickiej. W latach 1909–1912 za udział w rabunkach przebywał w areszcie i na zesłaniu w Wielsku, po zwolnieniu wrócił do Jekaterynburga. Po rewolucji lutowej 1917 sformował drużynę zajmującą się konfiskatami i przekazywaniem środków komitetowi bolszewickiemu, brał udział w rewolucji październikowej i potem w walce z wojskami atamana Dutowa w guberni orenburskiej, był ranny. W czerwcu 1918 uczestniczył w stłumieniu powstania w Jekaterynburgu i w Niewiansku, osobiście rozstrzeliwując ich uczestników.

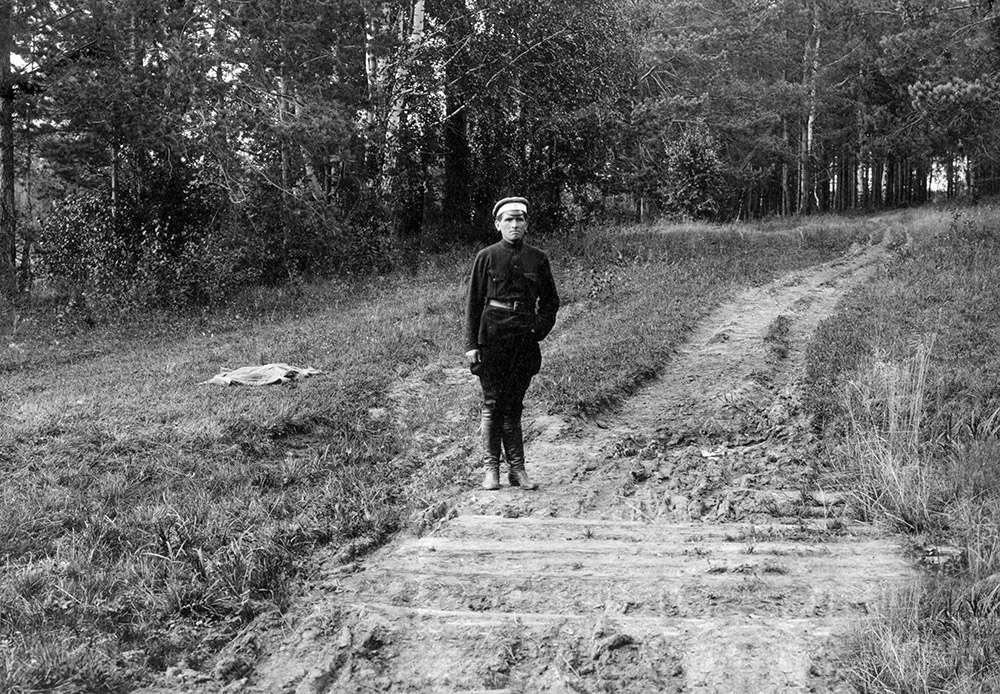
Piotr Jermakow stojący w miejscu gdzie pochowano rodzinę Romanowów, 1920

W lipcu 1918 brał udział w mordowaniu członków carskiej rodziny; osobiście zabił wówczas cesarzową Aleksandrę i córki Mikołaja II Olgę i Anastazję, a także carską służącą Annę. Później był dowódcą i komisarzem jednostek Armii Czerwonej w wojnie domowej, następnie funkcjonariuszem milicji i ochrony łagrów na Uralu, głównie w okolicach Jekaterynburga. Uczestniczył w rozstrzeliwaniu więźniów. W 1927 został naczelnikiem jednego z uralskich więzień. Pracował w uralskim obwodowym zarządzie miejsc odosobnienia do grudnia 1934, gdy przeszedł na emeryturę.